# Eotmethis recipennis
Eotmethis recipennis är en insektsart som beskrevs av Xi, G. och Z. Zheng 1986. Eotmethis recipennis ingår i släktet Eotmethis och familjen Pamphagidae. Inga underarter finns listade i Catalogue of Life.